# Garth Cooke
Pas d'image ? Cliquez ici

a Compétitions nationales et continentales officielles uniquement.

b Matchs officiels uniquement.
Dernière mise à jour le 9 janvier 2025.
Garth Cooke, né le 18 avril 1977 à Grand Forks (Colombie-Britannique), est un joueur de rugby à XV canadien, évoluant au poste de pilier pour l'équipe nationale du Canada.

## Biographie
Garth Cooke fait ses débuts internationaux avec l'équipe du canada le 20 mai 2000 contre les Tonga.
Il fait partie du groupe retenu pour la Coupe du monde 2003, disputant trois matchs,.
En club, il connaît des expériences en Europe avec le Stade aurillacois en France, l'US Benevento (it) en Italie, et les Bedford Blues en Angleterre,.

## Statistiques en équipe nationale
- 25 sélections en équipe du Canada
- Nombre de sélections par année : 2 en 2000, 2 en 2001, 10 en 2003, 4 en 2004, 6 en 2005, 1 en 2006
- Coupe du monde disputée : 2003.